# J.V. Gertner
Johan Vilhelm Gertner (født 10. marts 1818 i Nyboder, død 29. marts 1871 i København) var en dansk maler. Han er bedst kendt for sine portrætter.

## Uddannelse
Gertner begyndte i sit 13. år at gå på Kunstakademiet; men han gik det langsomt igennem, og selv efter at han var blevet elev på Modelskolen, varede det tre år, inden han vandt de to sølvmedaljer (1837). Derefter konkurrerede han to gange om guldmedaljen, uden dog at opnå den. Han var imidlertid begyndt at udstille i 1836: to billeder, hvoraf det ene, Thorvaldsens atelier på Charlottenborg, som et lovende ungdomsarbejde blev købt til Den Kongelige Malerisamling. I en del af værkstedet ses adskillige af Thorvaldsens kendteste arbejder, medens nogle personer er til stede, således billedhuggeren C.F. Holbech og arkitekten Theophilus Hansen. 
Et andet mindre billede blev to år efter købt af Kunstforeningen, og hans uden tvivl bedste ungdomsværk, En hyrdedreng, der driver en flok får, blev 1839 købt til Den Kongelige Malerisamling. Heri var et spor, som kunstneren måske med held kunne have fulgt, idet, hvad han havde set simpelt og naturligt, var gengivet med en kraftig sans for farve og en omhyggelig udførelse.

## Portrætmaler
Men Gertner vendte sig snart fra en friere kunstnerisk virksomhed til portrættet, hvor naturstudiet kunne foregå under selve arbejdet i malerstuen, og hvortil han medbragte betydelige fortrin i sin sikre og skarpe formsans, i sin evne til at træffe, om end ikke altid en behagelig, lighed og i sin kraftige, vel beregnede farve, hvorfor hans portrætter nødvendigvis måtte blive meget forskellige. Fra portrætter af C.C. Hall og D.G. Monrad fik en temmelig plump, legemlig lighed, som det snævre atelierlys' tunge, sorte skygger kun gav et åndløst præg, til dybden i portrætter af bankieren G.A. Gedalia og købmand Schuldt fra Hamborg; selv det sortladne i hans farve på den tid var ligesom mere på sin plads der end i de førstnævnte portrætter. 
At fremragende personer lykkedes for ham, havde han allerede vist i sit profilportræt af Thorvaldsen, som dog i de senere gentagelser fik noget konventionelt og virtuosmæssigt i behandlingen og i stiftsprovst Eggert Christopher Trydes portræt, der i 1843 blev hædret med udstillingsmedaljen. Da han ikke havde været udenlands, fik han samtidig Akademiets mindre rejsestipendium, for at han ved en rejse kunne opfylde en statutmæssig forpligtelse, inden han fik adgang til at gøre medlemsstykke. 
Striden med Akademiet
I stedet for at gøre brug af rejsepengene indlod han sig i en flerårig strid med Akademiet om retten til at blive medlem også uden at have rejst, men endte med at opfylde Akademiets fordring ved at gøre en rejse til Dresden, hvor han bl.a. malede et portræt af nordmanden landskabsmaler J.C. Dahl. Efter hjemkomsten fik han til opgave at male Christoffer Wilhelm Eckersbergs portræt, og på dette dygtige, om end ikke særlig vindende, billede af den aldrende mester blev han 1850 medlem af Akademiet og giftede sig 5. august samme år med Anna Elisabeth Petersen (født 1830), datter af slotsgartner Peter Petersen. Professortitlen fik han 1858. 
Gertner havde i 1856 malet et fra hans øvrige kunst meget forskelligt billede, nemlig et portræt af hans jævne, gamle moder. Heri er koloritten finere og ædlere, navnlig levende er det smukke clairobscur ved øjnene, om end den noget smålige gennemførelse svækker den maleriske virkning. Det blev senere indkøbt til Den Kongelige Malerisamling. Til de portrætter, der bedst ville bevare hans navn, hører også det store portræt af Frederik den 7. (1845, Gisselfeld) samt portættet af grev A.W. Moltke (1852). Desuden er Gertner tegneren bag en stærkt udtryksfyldt skildring af Steen Steensen Blicher (1845).

## Hyldest og kritik
Ved udstillingen på Charlottenborg i 1845 blev han genstand for en hyldest i pressen. Men hyldesten afløstes af en skarp kritik fra N.L. Høyen. Kritikkens kerne var spørgsmålet om Gertners internationale portrætstil mod Wilhelm Marstrands og Jørgen Roeds mere traditionelle. Høyens afvisning hindrede ikke Gertner i at gøre en udmærket karriere.

## Grafiker
Gertner har under hele sit kunstnerliv tillige raderet og litograferet, men i sine senere år dog især med blyant tegnet en mængde portrætter, hvoraf en stor del udmærker sig ved god lighed og bevarer mindet om mange personligheder, hvis portrætter man ellers ikke havde. Størstedelen af denne samling er nu i det nationalhistoriske Museum på Frederiksborg. Ligesom Gertner hverken havde elever eller dannede skole, således stod han under hele sin livsbane som en fra de herskende kunstretninger ganske forskellig skikkelse, tilmed kun lidt værdsat, for ikke at sige undervurderet af den kunstanskuelse, som den gang førte ordet. Han døde, tilsyneladende endnu i sin kraftigste alder, 29. marts 1871. Hans enke giftede sig i 1876 med professor, overlæge C.L. Studsgaard.

## Bolig
I 1863 fik Gertner skøde på en grund udstykket fra Smidstrupgård i Rungsted af grev Ernst Moltke til Nørager – muligvis som betaling for et portræt. Snart efter lod Gertner opføre en cottagelignende bolig af røde mursten i en etage med højt sadeltag på Rungsted Strandvej 47B. I 1871 overtog William Scharling huset, der blev forhøjet. Senere blev det købt af kasserer i Det gjensidige Forsikringsselskab "Danmark", baron Vilhelm Bille-Brahe, hvorved det fik sit nuværende navn Billeshave.

## Galleri
| - De fire årstider - Forår - Sommer - Efterår - Vinter |

| - Tryk af J.V. Gertner - En hundredårig olding, 1837 - Johannes Ewald, 1842 - C.W. Eckersberg, 1843 - Biskop H. Martensen, 1854 - H.C. Andersen, 1864. - Gutenbergs statue |

| - Portrætter af J.V. Gertner - Bertel Thorvaldsen i sit atelier, 1840 - Henriette Conradine Drejer (født Løffler), 1841 (Gift med lægen J.L. Drejer) - Johan Vilhelm Gertner. Blokkedrejer ved Holmen, kunstnerens far, 1840 - Bertel Thorvaldsen, 1842 - Digteren Adam Oehlenschläger i kjole og hvidt med ordener, 1842 - Christian 8., 1845 - C.W. Eckersberg, 1850 - Jacob Peter Mynster, 1853 - Frederik 7., 1861 - Frederik 7. og grevinde Danner i kongens arbejdsværelse på Christiansborg Slot, 1861 - C.C. Hall, 1864 - Andreas Evald Meinert Tang, 1865 - Carl Christian Burmeister, 1870 - Fiskerkone. Mellem 1836 og 1871 - Malvina Hoskier. Mellem 1842 og 1871 Gift med J.P. Trap - En dame i blå kjole, uklar datering - Frederik 7. på hjuldampskibet "Slesvig", uklar datering |